# Keckite
La keckite è un minerale appartenente al gruppo della jahnsite.